# Athletissima 2014
Athletissima 2014 byl lehkoatletický mítink, který se konal 3. července 2014 v švýcarském městě Lausanne. Byl součástí série mítinků Diamantová liga.

## Výsledky
- Archiv výsledků zde [1]

### Muži
| Disciplína      | 1. místo                      | 2. místo                    | 3. místo                  |
| 200 m           | Alonso Edward 19,84           | Nickel Ashmeade 20,06       | Christophe Lemaitre 20,11 |
| 400 m           | Kirani James 43,74            | LaShawn Merritt 43,92       | Youssef Masrahi 44,43     |
| 1500 m          | Ronald Kwemoi 3:31,48         | Silas Kiplagat 3:31,81      | James Magut 3:31,91       |
| 110 m překážek  | Pascal Martinot-Lagarde 13,06 | Sergej Šubenkov 13, 13      | Andrew Riley 13,23        |
| 400 m překážek  | Javier Culson 48,32           | Michael Tinsley 48,40       | Cornel Fredericks 49,00   |
| 3000 m překážek | Jairus Birech 8:03,34         | Conseslus Kipruto 8:11,93   | Jonathan Ndiku 8:12,95    |
| Skok daleký     | Jeff Henderson 831 cm         | Greg Rutherford 819 cm      | Li Jinzhe 810 cm          |
| Skok do výšky   | Bohdan Bondarenko 240 cm      | Andrij Procenko 240 cm      | Ivan Uchov 238 cm         |
| Skok o tyči     | Renaud Lavillenie 587 cm      | Thiago Braz da Silva 572 cm | Kévin Ménaldo 562 cm      |
| Hod diskem      | Piotr Małachowski 66,63 m     | Jorge Fernández 66,50 m     | Gerd Kanter 64,91 m       |

### Ženy
| Disciplína  | 1. místo                       | 2. místo                        | 3. místo                    |
| 100 m       | Michelle-Lee Ahye 10,98        | Murielle Ahouréová 10,98        | English Gardnerová 11,19    |
| 800 m       | Eunice Jepkoech Sumová 1:58,48 | Jekatěrina Poistogovová 1:58,79 | Tigist Assefa 1:59,24       |
| 3000 m      | Mercy Cherono 8:50,24          | Genzebe Dibabaová 8:50,81       | Viola Kibiwot 8:52,03       |
| Trojskok    | Caterine Ibargüenová 14,87 m   | Jekatěrina Koněvová 14,67 m     | Patrícia Mamonaová 14,49 m  |
| Vrh koulí   | Valerie Adamsová 20,42 m       | Kung Li-ťiao 19,65 m            | Michelle Carterová 19,38 m  |
| Hod oštěpem | Barbora Špotáková 66,72 m      | Martina Ratej 64,63 m           | Kimberley Mickleová 64,20 m |